# Turčianske Teplice
Turčianske Teplice (węg. Stubnyafürdő, niem. Bad Stuben) – miasto powiatowe w środkowej Słowacji, w kraju żylińskim, w historycznym regionie Turiec. Pierwotnie nosiło nazwę Štubnianske Teplice, obecną nazwę nadano po lutym 1948 r. Wówczas też stało się siedzibą powiatu.

## Położenie
Turčianske Teplice leżą na wysokości 495 m n.p.m. w południowej (górnej) części Kotliny Turczańskiej nad rzeką Turiec, u zachodnich podnóży Wielkiej Fatry. Liczba mieszkańców miasta wynosi około 6,7 tys. osób [2011], powierzchnia miasta – 33,48 km². Dzieli się na dzielnice:
- Diviaky,
- Dolná Štubňa,
- Turčianske Teplice,
- Turčiansky Michal.

Przez Turčianske Teplice przebiega słowacka droga krajowa nr 65 z Martina do Żaru nad Hronem. Łączy się z nią droga lokalna nr 577 z Bańskiej Bystrzycy. Przebiega tędy również linia kolejowa z Vrútok do Handlovej, Żaru nad Hronem i Bańskiej Bystrzycy.

## Historia
Pierwsza wzmianka o miejscowości pochodzi z 1281 r. i już wtedy wiedziano o istniejących tu ciepłych źródłach wód mineralnych. Pierwotnie Turčianske Teplice należały do feudalnego, królewskiego dominium Haj i wraz z nim w 1533 r. stały się własnością miasta Kremnicy. Mieszkańcy zajmowali się rolnictwem i hodowlą, z czasem również obsługą przybywających gości i infrastruktury uzdrowiskowej. Rozwój miastu przyniosło oddanie do użytku w 1872 r. linii kolejowej Vrútky - Zwoleń. W 1910 r. miasto liczyło 0,3 tys. mieszkańców, w tym 120 Węgrów, 113 Słowaków i 52 Niemców.
W 1951 r. przyłączono do Turčianskich Teplic gminę Vieska. W 1971 r. do miasta przyłączono dawniej samodzielne wsie Diviaky (należały już do miasta w latach 1951–1955), Dolná Štubňa (niem. Unterstuben) i Turčiansky Michal. W następnych latach rozwój przemysłu i budownictwa mieszkaniowego. Obecnie miasto jest centrum Górnego Turca i nadal pełni rolę uzdrowiska.

## Uzdrowisko
Turčianske Teplice są jednym z najstarszych uzdrowisk w Europie. Wspominane było już w roku 1402. Stało się popularne już w XV wieku, korzystał z niego między innymi cesarz Zygmunt Luksemburski. Gdy w 1533 r. Turčianske Teplice stały się własnością Kremnicy, zaczęto budować pierwsze publiczne domy zdrojowe i ujęcia źródeł leczniczych, które należą do najcieplejszych na Słowacji (mają temperaturę 38 - 47,5 °C). Działalność uzdrowiskowa nabrała rozmachu pod koniec XIX wieku, gdy doprowadzono do Turčianskich Teplic linię kolejową. Kremnica utrzymywała swoje ujęcia aż do 1949 r., kiedy zostały znacjonalizowane.
Większość zabytkowej zabudowy została rozebrana w okresie komunistycznym. Zachowały się m.in. tzw. Modrý kúpeľ z 1885 r., główny dom zdrojowy im. J. Kollára z końca XIX w. czy sanatorium „Veľká Fatra” (zrekonstruowane w 2004 r.). Dzisiaj w dzielnicy uzdrowiskowej dominuje zabudowa współczesna, w tym obiekty „Aqua” i „Malá Fatra”. W 2006 r. w zespole uzdrowiskowym uruchomiono akwapark. Z siedmiu eksploatowanych źródeł termalnych w ciągu sekundy na powierzchnię wypływa 30 litrów wody siarczanowo-węglowodorowej, wapniowo-magnezowej, hipotonicznej, o zawartości ponad 1500 mg rozpuszczonych substancji mineralnych w 1 litrze. Wody te stosowane są zarówno do kąpieli jak i do kuracji pitnych. Leczy się tu osteoporozę, choroby reumatyczne, choroby układu moczowego, schorzenia jelitowe i dróg żółciowych, dolegliwości ginekologiczne.

## Współpraca
- Holešov, Czechy
- Hawierzów, Czechy
- Skawina, Polska
- Wisła, Polska
- Aranđelovac, Serbia

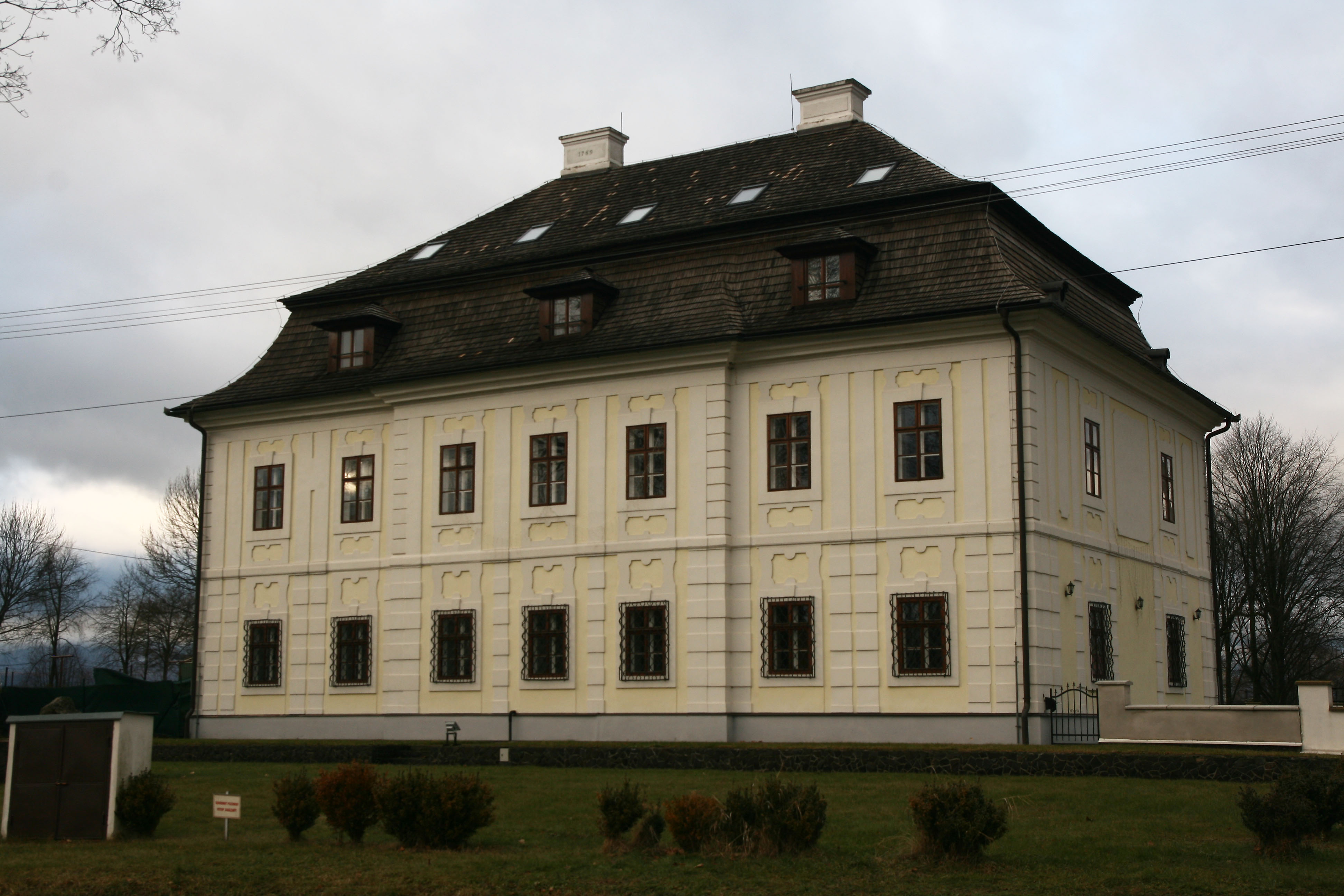
Kasztel
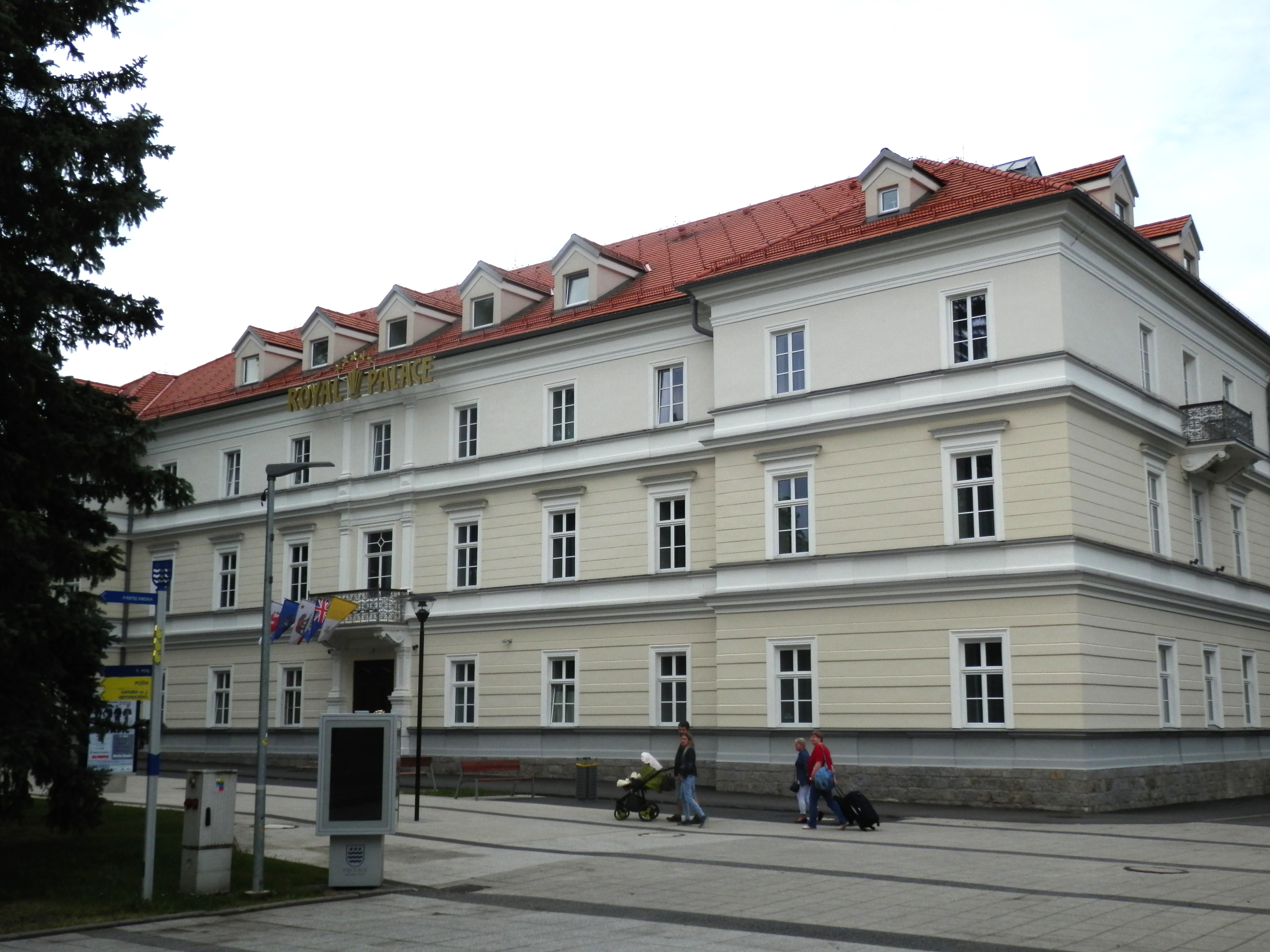
Dom zdrojowy
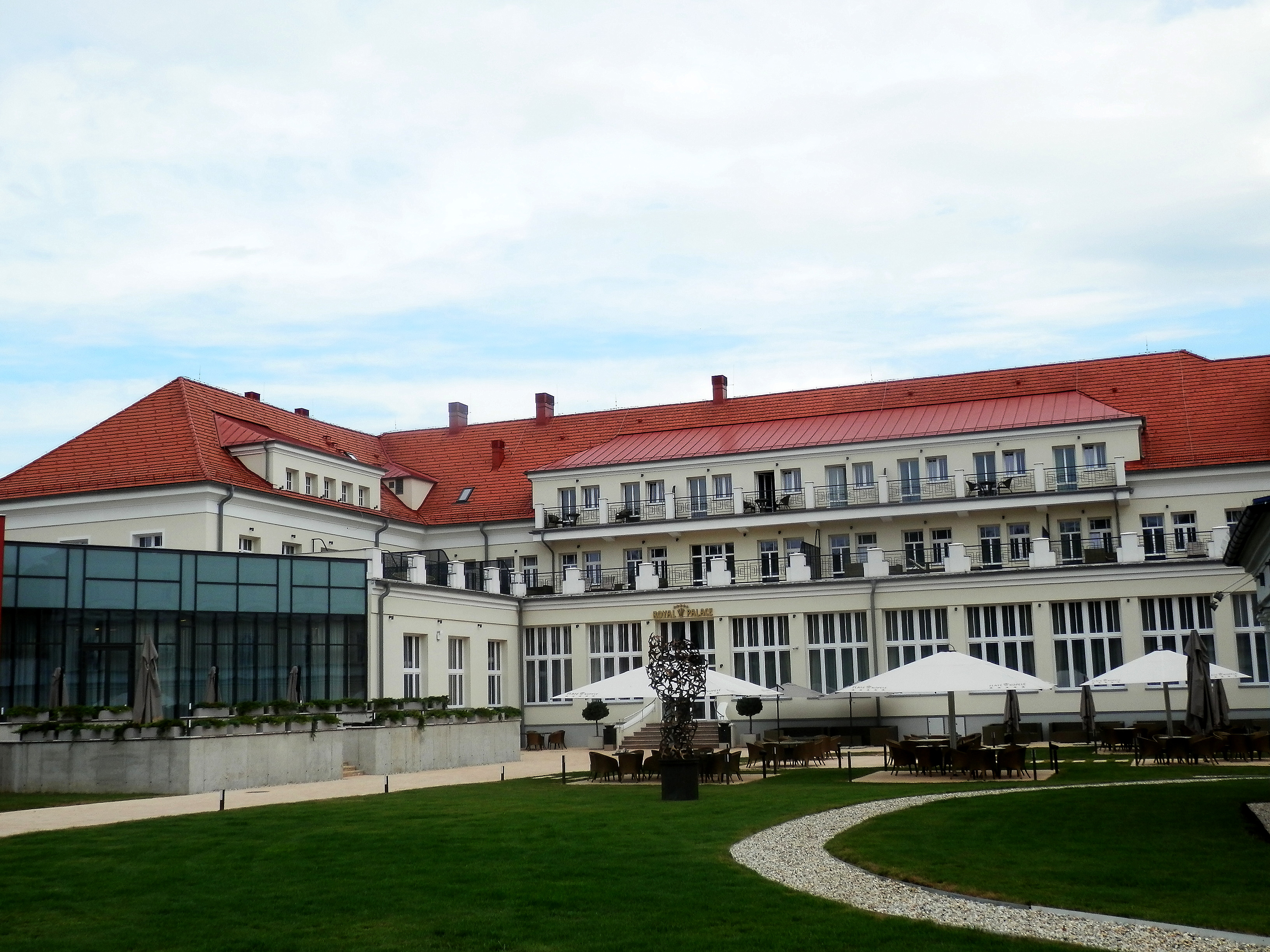
Dom zdrojowy
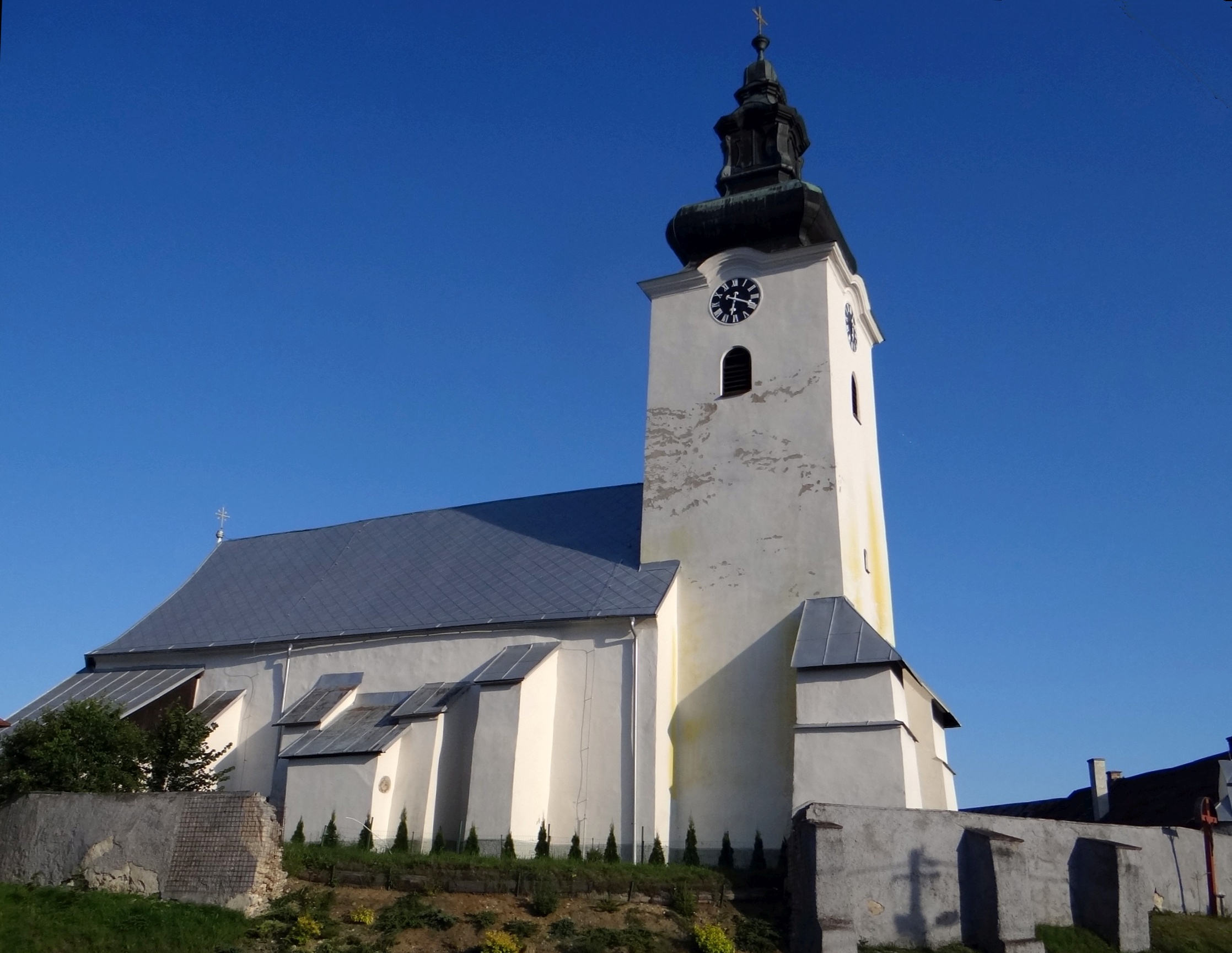
Kościół św. Anny